# HD 109996
HD 109996，又名BD+23 2479，SAO 82420、HR 4812，是一颗恒星，视星等为6.38，位于銀經270.09，銀緯84.72，其B1900.0坐标为赤經12h 34m 4.1s，赤緯+23° 84.72′ 35″。